# Bruch (Hein)
Bruch ist ein Schauspiel in vier Akten von Christoph Hein, das am 27. Februar 1999 im Düsseldorfer Schauspielhaus unter der Regie von Anna Badora uraufgeführt wurde. Der Text erschien im selben Jahr innerhalb der Sammlung „Christoph Hein. Stücke“ im Aufbau-Verlag Berlin.
Prof. Dr. Bruch, Chirurg im Ruhestand, will sein fortgeschrittenes Alter nicht wahrhaben.

## Inhalt

### Handlung
Die Nachkriegszeit ist in Berlin Geschichte, doch Ruinengrundstücke gibt es hie und da noch. Geheimrat Prof. Dr. Theodor Bruch bewohnt standesgemäß eine Villa mit hübschem Park am Seeufer. Luise Kubin, die jahrzehntelang als OP-Schwester des pensionierten Chirurgen gearbeitet hatte, ist nun als Bruchs Haushälterin aktiv. Die ältere Frau war ihrem Chef auf Berufungen nach Breslau, Basel, München und dann nach Berlin treu und brav gefolgt. Für Geld hatte der Professor noch nie im Leben das geringste Interesse aufbringen können. Die ihm zustehende Pension hat er leichtfertig ausgeschlagen. Dabei besitzt Bruch keinen roten Heller. Frau Kubin bestreitet mit ihren bescheidenen Ersparnissen die anfallenden Haushaltskosten. Dr. Martin Sperling, ein ehemaliger Mitarbeiter Bruchs, kommt immer einmal mit einem Karton voller Lebensmittel vorbei. Sperling hat sein gesamtes Barvermögen Herrn Reiner Manitlowski übergeben. Dieser Geschäftsmann soll die Bruch-Klinik erbauen. In dem künftigen Klinikum will Sperling Chefarzt werden. Professor Bruch ist von dem Bauprojekt begeistert. Er feuert Sperling und Manitlowski an. Es muss schnell gehen. Viel Zeit hat der alte Herr, der schon Hindenburg auf dem OP-Tisch liegen hatte, nicht mehr. Bruch will in seiner neuen Privatklinik, die auf das Modernste eingerichtet werden soll, reiche Leute unters Messer nehmen. Dann wäre Frau Kubin aller Geldsorgen ledig und die ausgekältete Villa könnte im Winter wieder ordentlich beheizt werden.
Die 26-jährige Ingeborg Schönbrunn, unverheiratete Mutter einer kleinen Tochter, dringt zum Professor in die Villa vor. Bruch, der Frau Schönbrunn schon einmal selbstlos geholfen hat, soll ihr eine haselnussgroße, unerträglich schmerzende Geschwulst am Hals wegoperieren. Aber der Professor hat den letzten Eingriff vor einem halben Jahr gemacht. Er wundert sich, wie die in der Chirurgischen Universitätsklinik die ganze Zeit ohne ihn zurechtgekommen sind. Wenn Bruch nur an seinen dortigen Nachfolger Prof. Dr. Schlatter denkt, tritt ihm eine tiefe Zornesfalte zwischen die Augen. Chirurg Schlatter war im Krieg Obersturmbannführer bei der Waffen-SS. Bruch hatte ihn gegen Kriegsende aus dem Dreck gezogen. Nun kümmert sich der neu ernannte Chef nicht mehr um seinen alten Lebensretter.
Eine während des Luftkrieges beschädigte Villa soll zur Bruch-Klinik ausgebaut werden, doch potentielle Geldgeber durchschauen Manitlowski als Spekulanten. Bruchs Gesamtverhalten wird von Frau Kubin treffsicher als dement eingeschätzt. Der Professor operiert Frau Schönbrunn im Badezimmer seiner Villa weder mit Narkose noch mit örtlicher Betäubung. Zudem arbeitet der Operateur allein und septisch obendrein. Die Frau stirbt im Bad. Bruch hatte einen Abszess vermutet, aber es war ein inoperables Sarkom, ein Morbus Hodgkin, gewesen. Später erscheint Dr. Sperling in der Villa. Dem früheren Mitarbeiter Bruchs stehen die Haare zu Berge. Sperling schließt das Bad ab und meldet den Fall. Verhasste Pathologen, die Bruch ein Leben lang auf die Finger geschaut haben, rücken – gemeinsam mit einem Vertreter des Gesundheitsamtes – an.

### Textausgaben
Verwendete Ausgabe
- „Bruch“. S. 7–84 in: Christoph Hein: Stücke: Bruch. In Acht und Bann. Zaungäste. Himmel auf Erden. 192 Seiten. Aufbau-Verlag, Berlin 1999 (1. Aufl.), ISBN 3-351-02891-1

## Anmerkung
1. ↑  Fiktive Figur eines über Deutschlands Grenzen hinaus bekannten Mediziners, die Hein mit Staatsrat, Geheimrat, Professor, Doktor, Ritterkreuzträger, Generalarzt und Nationalpreisträger tituliert hat (Verwendete Ausgabe, S. 25, 10. Z.v.u.).